# Vîhnanka, Horodok
Vîhnanka (în ucraineană Вигнанка) este un sat în comuna Hoptînți din raionul Horodok, regiunea Hmelnîțkîi, Ucraina.

## Demografie
Componența lingvistică a localității Vîhnanka
     Ucraineană (95,74%)
     Rusă (4,26%)
Conform recensământului din 2001, majoritatea populației localității Vîhnanka era vorbitoare de ucraineană (95,74%), existând în minoritate și vorbitori de rusă (4,26%).